# Geoffrey Layton, 3. Baron Layton
Geoffrey Michael Layton, 3. Baron Layton (* 18. Juli 1947) ist ein britischer Peer und Politiker.

## Leben und Karriere
Layton wurde als Sohn von Michael Layton, 2. Baron Layton und Dorothy Layton geboren. 
Er erbte den Titel seines Vaters am  23. Januar 1989. Layton war, wie sein Vater, Mitglied des Komitees der European-Atlantic Group. Den Sitz im Oberhaus verlor er 1999 durch den House of Lords Act 1999. Während seiner zehnjährigen Mitgliedschaft beteiligte er sich mehrfach an Debatten.